# Greensboro (Carolina do Norte)
Greensboro é uma cidade localizada no estado americano da Carolina do Norte, no condado de Guilford. Foi fundada em 1808. Seu nome é uma homenagem ao Major General Nathanael Greene.

## Geografia
De acordo com o United States Census Bureau, a cidade tem uma área de 347,8 km², dos quais 334,3 km² estão cobertos por terra e 13,5 km² por água.

## Demografia
Segundo o censo nacional de 2010, a sua população é de 269 666 habitantes e sua densidade populacional é de 775,3 hab/km². É a terceira cidade mais populosa da Carolina do Norte. A cidade possui 124 074 residências, que resulta em uma densidade de 378,6 residências/km².

## Marcos históricos
Greensboro tem 57 entradas no Registro Nacional de Lugares Históricos. O primeiro marco foi designado em 15 de outubro de 1966 e o mais recente em 27 de novembro de 2020. Também são um Marco Histórico Nacional os sítios de "Blandwood Mansion and Gardens" e "Guilford Courthouse National Military Park".